# Novo Hamburgo
Novo Hamburgo egy község (município) Brazíliában, Rio Grande do Sul államban, Porto Alegre metropolisz-övezetében (Região Metropolitana de Porto Alegre, RMPA). Községközpontja fejlett iparváros, gazdaságának fő ága a cipőgyártás. 2021-ben a község népességét 247 303 főre becsülték.

## Története
Az európai gyarmatosítás előtt természeti népek (charrúa és minuane indiánok) éltek a területén. A 18. században azori portugálokkal próbálták gyarmatosítani, de sikertelenül. 1824-ben németeket telepítettek São Leopoldo környékére, akik a Rio dos Sinos völgyének több részén is meggyökereztek, és így alakult meg az akkor Costa da Serra nevű helyen Hamburger-Berg (Hamburgiak hegye, portugálul Morro do Hamburguês) település. Mivel utak kötötték össze a 40 kilométerre levő Porto Alegrevel, Hamburger-Berg gyorsan fejlődött. Műhelyek, kereskedelmek nyíltak; 1832-ben egyházközséget alapítottak. A gazdasági fellendülés főként Johann Peter Schmitt (portugálosan João Pedro Schmitt) gazdának volt köszönhető.
A század közepére megjelentek a cserző-, cipész-, nyereggyártó műhelyek, ahonnan ellátták a környéket kézműves termékekkel. 1876-ban idáig hosszabbították a Porto Alegre–São Leopoldo vasútvonalat, azonban az állomás jelentős távolságra volt e településtől, így a lakosok közelebb költöztek a vasúthoz és létrehozták Novo Hamburgo (Új-Hamburg) települését (a régi, háttérbe szoruló Hamburger-Berget később Hamburgo Velho, vagyis Régi Hamburg névre keresztelték). A kézműves tevékenység nagyobb méreteket öltött, és egy egész ipari park alakult ki, amelynek legnagyobb jellemzője a termékek sokfélesége volt. A tevékenységek közül, a tekintélyes mennyiségű nyersanyag miatt a bőráruk gyártása emelkedett ki, és abból is a lábbeli-gyártás.
1875-ben São Leopoldo kerületévé nyilvánították. A 20. század elején Novo Hamburgo és Hamburgo Velho virágzó gazdasági központok voltak, az első még fejlődésben, a második kapacitásának csúcsán. Újabb gyárakat alapítottak, és a termékeket még São Pauloba is szállították, amely abban az időben figyelemre méltó teljesítmény volt. Az ipar fejlődésével párhuzamosan a munkásosztály, amely kezdetben nagyon kis létszámú volt (mivel a vállalatok alapvetően családi tulajdonban voltak), számbelileg nőtt. Az első világháború utáni németellenes hangulatban Novo Hamburgot és Hamburgo Velhot átnevezték Borges de Medeirosra illetve Genuíno Sampaiora, azonban a lakosság tiltakozásának következtében egy idő után visszaállították a régi elnevezéseket.
Mivel a helyi vezetők úgy ítélték, hogy São Leopoldo községközpont hátráltatja Novo Hamburgot a fejlődésben (nem voltak beruházásokok vagy infrastrukturális fejlesztések), hosszas küzdelem után, Borges de Medeiros állami kormányzó közbenjárásának eredményeként 1927-ben függetlenedett és önálló községgé alakult. Rövid fejlődés után 1937-ben Getúlio Vargas diktátor intézkedései keményen sújtották a Novo Hamburgoi közösséget, a német származásúakat üldözték vagy le is tartóztatták, a német könyveket, családi emlékeket elkobozták. Vargas bukása (1945) és a demokrácia visszaállítása után ismét fellendült az ipari termelés; az 1960-as évektől kezdve már exportálták is a lábbeliket. A „brazil Manchesternek” nevezett, gazdag és fejlődő város lakossága harminc év alatt hatszorosára, kilencven év alatt harmincszorosára növekedett. Az eredeti településmag (Centro, Hamburgo Velho, Vila Rosa, Ideal, Rio Branco, Operário) körül települések övezete alakult ki, amely a 20. század végéig növekedett.

## Leírása
Székhelye Novo Hamburgo, további kerületei nincsenek.
Iparának fontos része a cipőgyártás. A régió legnagyobb kiállítási- és vásárparkjával rendelkezik, ahol minden évben számos hazai és nemzetközi rendezvényt tartanak. Gazdaságán kívül Novo Hamburgo turisztikai látványosságairól is ismert: a német gyarmatosítás nyomai, a történelmi épületek (Hamburgo Velho központja), a természeti szépségek (Lomba Grande vidéke) számos látogatót vonzanak.
Áthalad rajta a Rota Romântica, a túlnyomórészt német jellegű községeket összekötő tematikus turistaút.